# Yahoo!翻訳
Yahoo!翻訳（ヤフーほんやく）とは、かつてYahoo! JAPANが運営していた翻訳サイト。テキスト翻訳、ウェブ翻訳、翻訳検索の3つのサービスがあった。翻訳検索では、Yahoo!検索と連動して、検索結果を翻訳することが出来た。
2017年4月にヤフーは「翻訳サービスの選択肢広がり、役目終えたため」Yahoo!翻訳サービスを2017年6月29日に終了することを発表した。2017年6月30日時点でサイトにはサービス終了のお知らせと他翻訳サービスの紹介等が表示されており、翻訳機能は利用ができなくなっている。

## 対応言語
- 英語
- 中国語
- 韓国語
- 日本語
- フランス語
- ドイツ語
- スペイン語
- ポルトガル語
- イタリア語

## 技術
- クロスランゲージ社が開発した翻訳エンジンを採用[3]。
- 現在、英日（日英）テキスト翻訳で使用されている対訳ハイライトは、特許出願中の技術である。原文や、訳文の中の語句にマウスポインタを合わせると、語句がどのように訳されたのかをハイライト表示で確認することが出来た。
- Yahoo!辞書と連携されており、英日（日英）テキスト翻訳の翻訳結果の単語をダブルクリックすると、Yahoo!辞書で詳細な語句の意味を調べることが出来る。ただし複数形や三単現の"-s"等付いた単語はそのままでは"辞書に無い"と扱われるので工夫が必要。